# Taschenpfändung
Eine Taschenpfändung ist die körperliche Durchsuchung des Schuldners im Rahmen der Zwangsvollstreckung, also die Durchsuchung der von dem Schuldner im Zeitpunkt der Durchsuchung getragenen Kleidung. 
Bewirkt wird die Taschenpfändung durch den Gerichtsvollzieher, wobei die landesrechtliche Gerichtsvollziehergeschäftsanweisung (GVGA) eine Durchsuchung der Kleider und Taschen des Schuldners durch den Gerichtsvollzieher zulässt (z. B. § 61 Abs. 10 GVGA NRW). Dabei ist für die Leibesvisitation von Schuldnerinnen eine Frau und für die Durchsuchung von Männern ein Mann erforderlich. Gegebenenfalls muss deshalb eine Hilfsperson hinzugezogen werden. Zweck der Durchsuchung ist die Pfändung von Wertsachen insbesondere von Bargeld in Geldbörsen. Hierbei hat der Gerichtsvollzieher die Unpfändbarkeit zu beachten.   
Kleider und Taschen des Schuldners gelten insoweit als Behältnisse im Sinne des § 758 Abs. 2 Zivilprozessordnung. Einer Durchsuchungsanordnung durch den Richter bedarf es nur, wenn der Gerichtsvollzieher auf der Suche nach dem Schuldner hierzu in eine Wohnung eindringen muss. Art. 1 Abs. 1 GG und die Verhältnismäßigkeit gebieten es aber, dass eine Durchsuchung von am Körper des Schuldners getragener Kleidung nur dann erfolgt, wenn sie nach Einschätzung des Gerichtsvollziehers erfolgversprechend erscheint.